# 保村
保村（ほむら）は、1858年（安政5年）に武蔵国の高橋金助によって育成されたイネ（稲）の品種。「仙台早稲」の中でも早熟な系統を選抜育種したもの。

## 品種特性
熟期は極早生。小粒のため少収で、長稈のため倒伏しやすいが、深水などの水害には強い。質も良く、当時、他の米より5割増しで取引されたとされる。

## 歴史

### 育成
武蔵国保村の高橋金助が、当時最も早生とされた「仙台早稲」を栽培し、その中でも最も早熟な穂を採種して育成したものとされる。当時、保村を含む江戸川と中川に挟まれた低湿地は「二合半領」と呼ばれ、しばしば水害の被害を受けていた。これを避けるため、高橋は、極早生品種の育成を企図していた。
当初「金助早稲」と呼ばれたこの品種は、明治に入ると二合半領全域に広まり、育成地の地名から「二合半領」や「保村」と呼ばれるようになった。
なお、1935年（昭和10年）に農林省農務局が発行した『農事改良資料』が、「保村」について埼玉県農業試験場が1912年（大正元年）から「愛国」を純系選抜したものと説明しているのは誤りと考えられる。

### 発展
1926年（大正15年）には、埼玉県内で「保村8号」の作付面積が3156.3haに上ったとの記録がある。また、1936年（昭和11年）でも200haが栽培されていた。
「明治の三老農」の一人とされる奈良専二は「保村」を評価し、1890年（明治23年）に秋田県の農事改良指導に招かれた際には、「保村」を持参したと言われている。昭和に入ると、満州でも入植した日本人が持ち込み、栽培していた。

## 関連品種

### 純系選抜種
- 「保村埼1号」[2]